# 雷里约
雷里约（法語：Reyrieux，法語發音：[ʁɛʁjø]）是法国东部安省的一个市镇，属于布雷斯地区布尔格区。

## 地理
雷里约（45°56'4"N, 4°49'24"E）面积15.7 平方千米，位于法国奥弗涅-罗讷-阿尔卑斯大区安省，该省份为法国东部省份，北起汝拉省，西北接索恩-卢瓦尔省，西接罗讷省和里昂大都会，南至伊泽尔省，东与萨瓦省、上萨瓦省和瑞士接壤。
与雷里约接壤的市镇（或旧市镇、城区）包括：锡夫里约、米塞里约、帕尔雪、朗塞、福尔芒河畔圣迪迪耶、圣厄费米、圣让德蒂里尼厄、图雪、特雷武、坎雪。

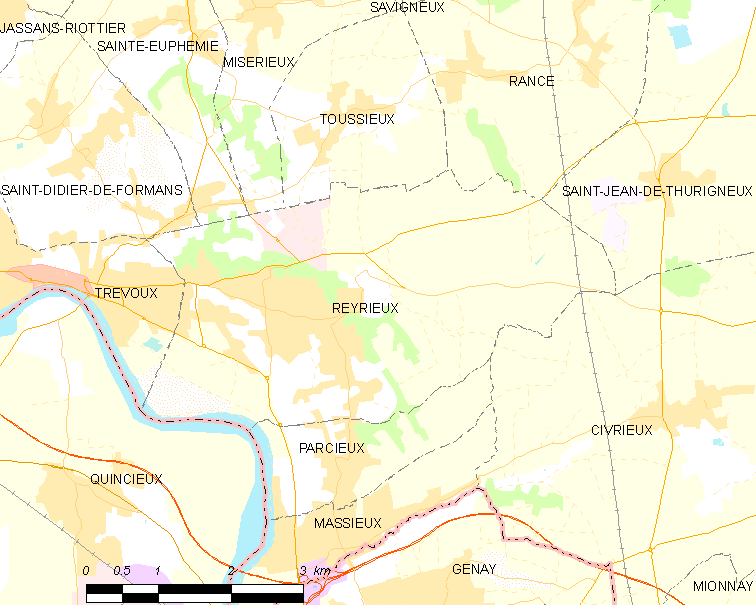
雷里约的OSM定位图

雷里约的时区为UTC+01:00、UTC+02:00（夏令时）。

## 行政
雷里约的邮政编码为01600，INSEE市镇编码为01322。

## 政治
雷里约所属的省级选区为特雷武县、雷里约县。

## 人口

1962-2008年间雷里约人口变化图示

雷里约于2022年1月1日时的人口数量为5228人。